# 高级软卧
高级软卧又称高包软卧、高包，是中华人民共和国铁路客运中次高等级的卧铺席别（最高等级是一人软包）。不同车型的高级软卧设施略有不同。每节车厢分为八至十余个包厢，包厢内设有两个或四个铺位，以及沙发、衣柜，部分具有独立卫生间（部分带淋浴）、電視屏幕、空調等设施。K3/4次国际联运快速列车的高级软卧为上下铺双人布置，带沙发一个，衣柜一个，两个软卧包厢共用一个卫生间（淋浴间）。高级软卧车厢有RW18、RW19T、RW19K等型号，部份卧铺动车组（仅第一代CRH1E）也设置高级软卧车厢。
高级软卧车内设施优于其他席别，票价也较贵。仅有少部份列车设有此席别，国际联运列车的国内回转车并不发售高级软卧，仅有部分较远国际区段发售本席别。

## RW19K型

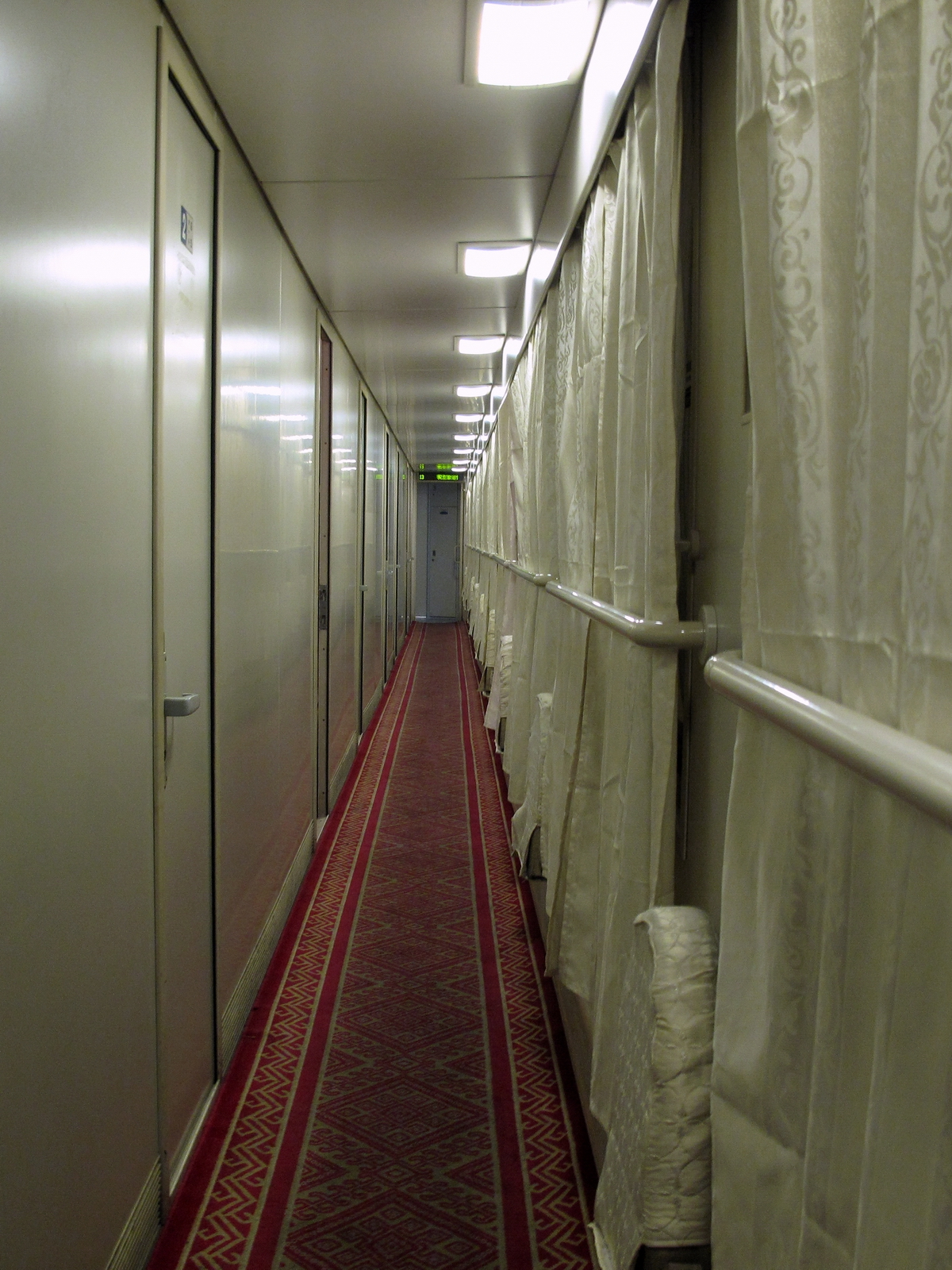
RW19K型高级软卧车内部走廊
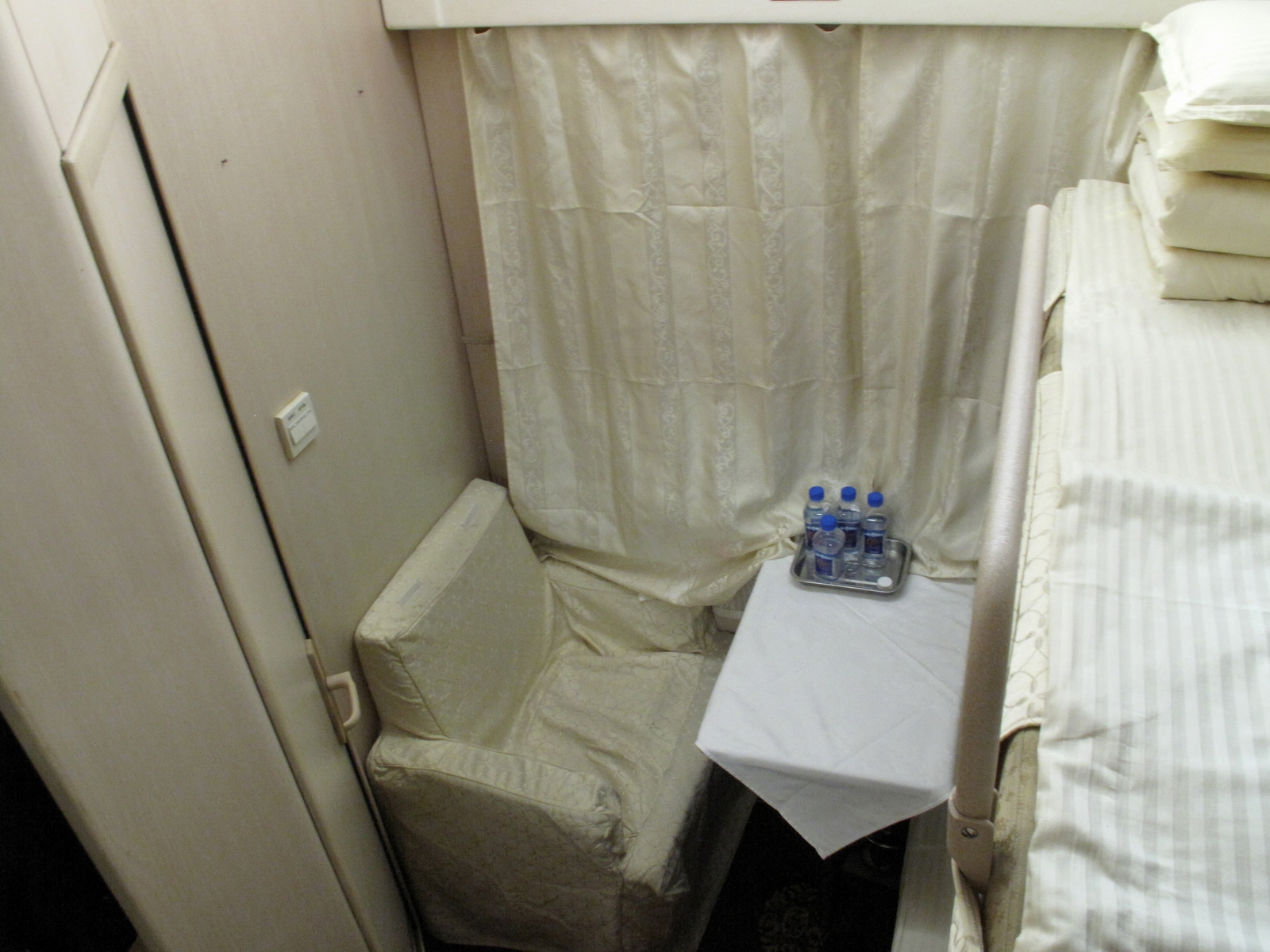
RW19K型高级软卧车包厢内部
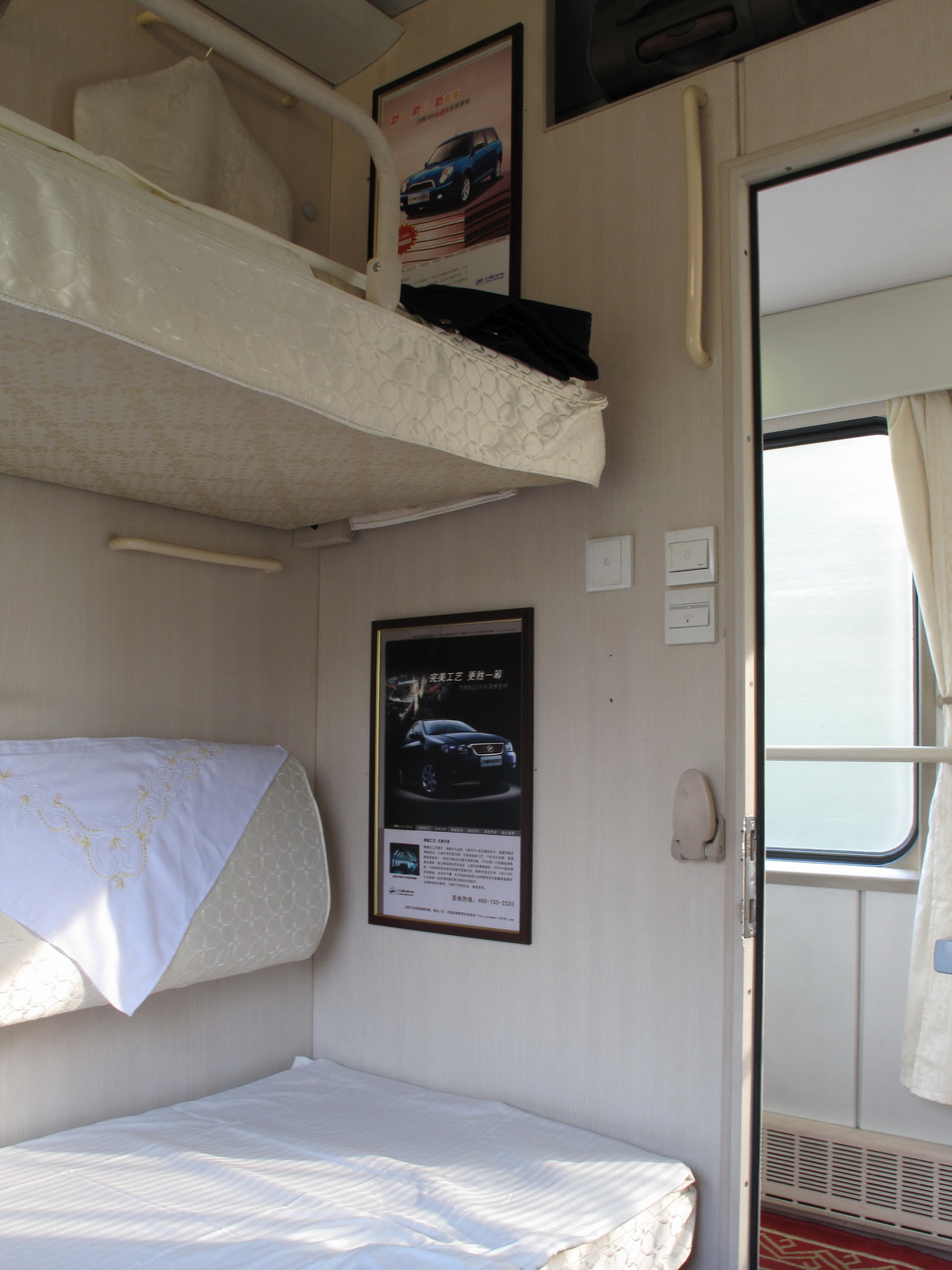
RW19K型高级软卧车包厢内部
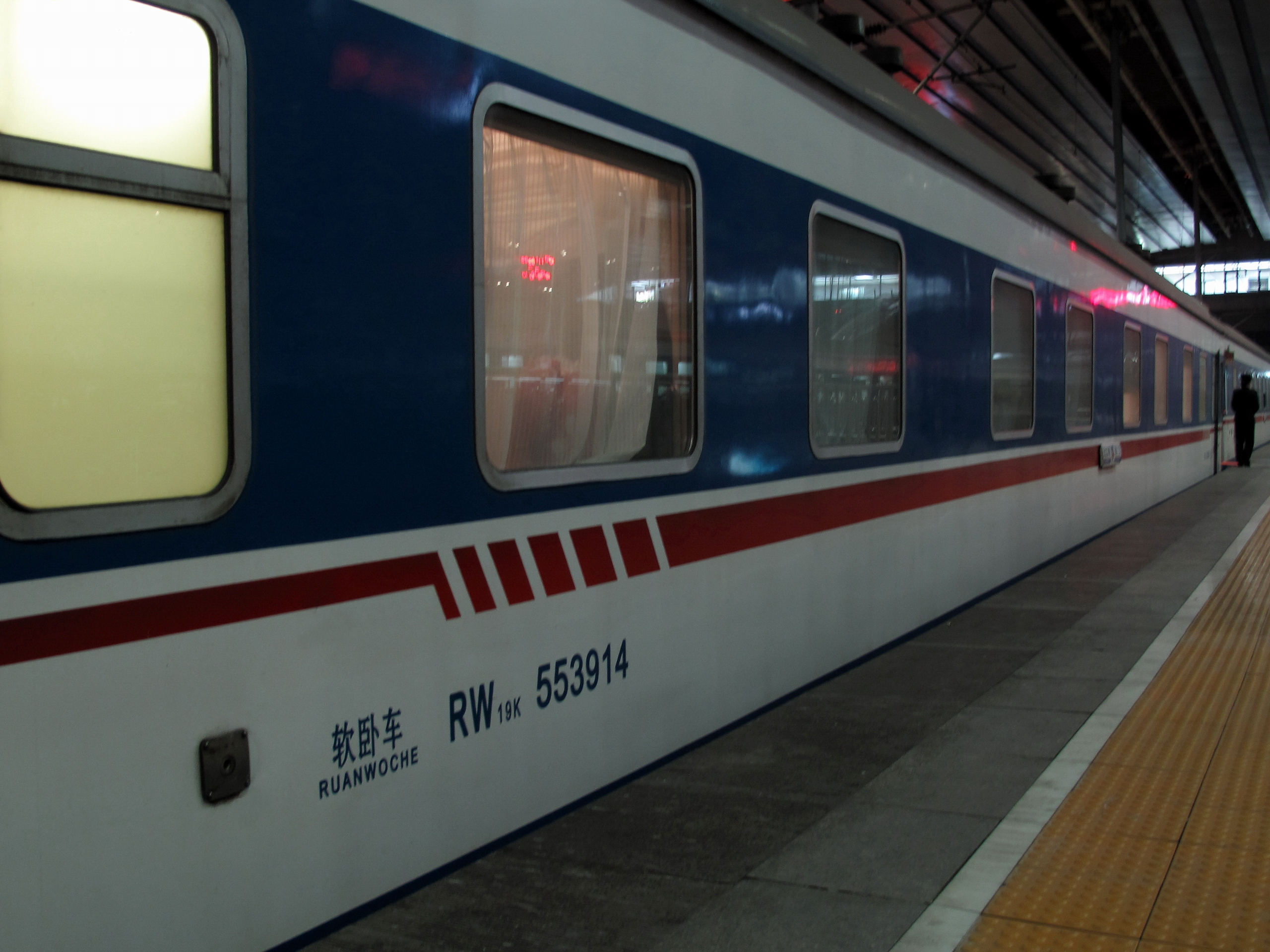
RW19K型高级软卧车车身标记

## RW19T型

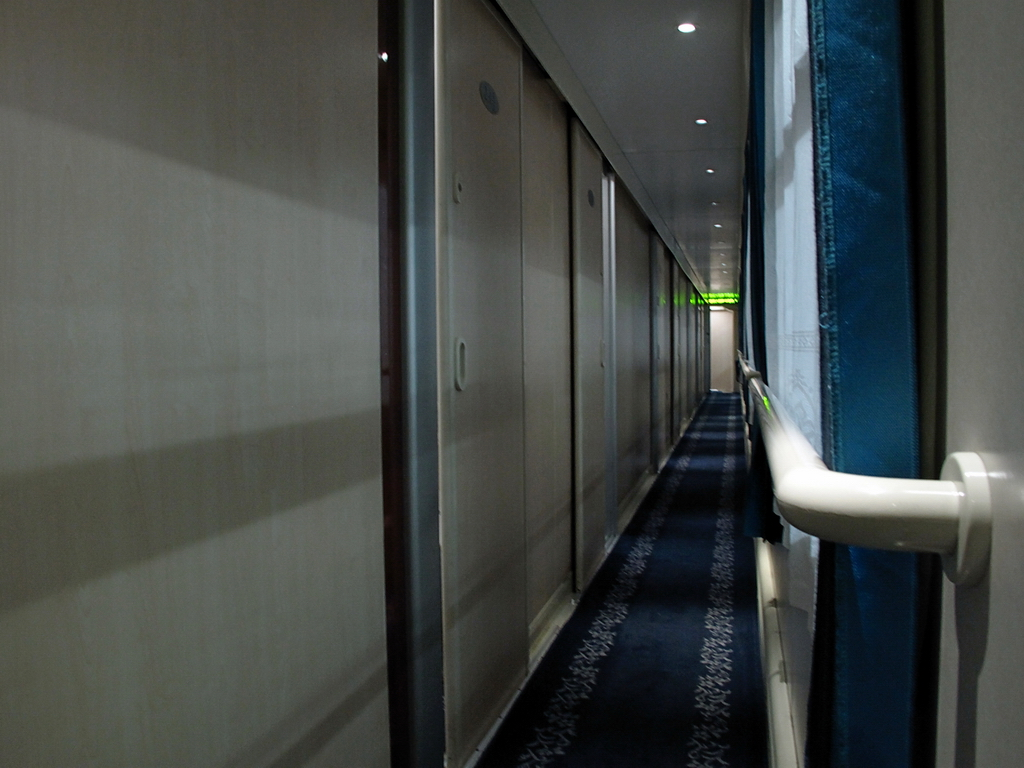
RW19T型高级软卧车内部走廊
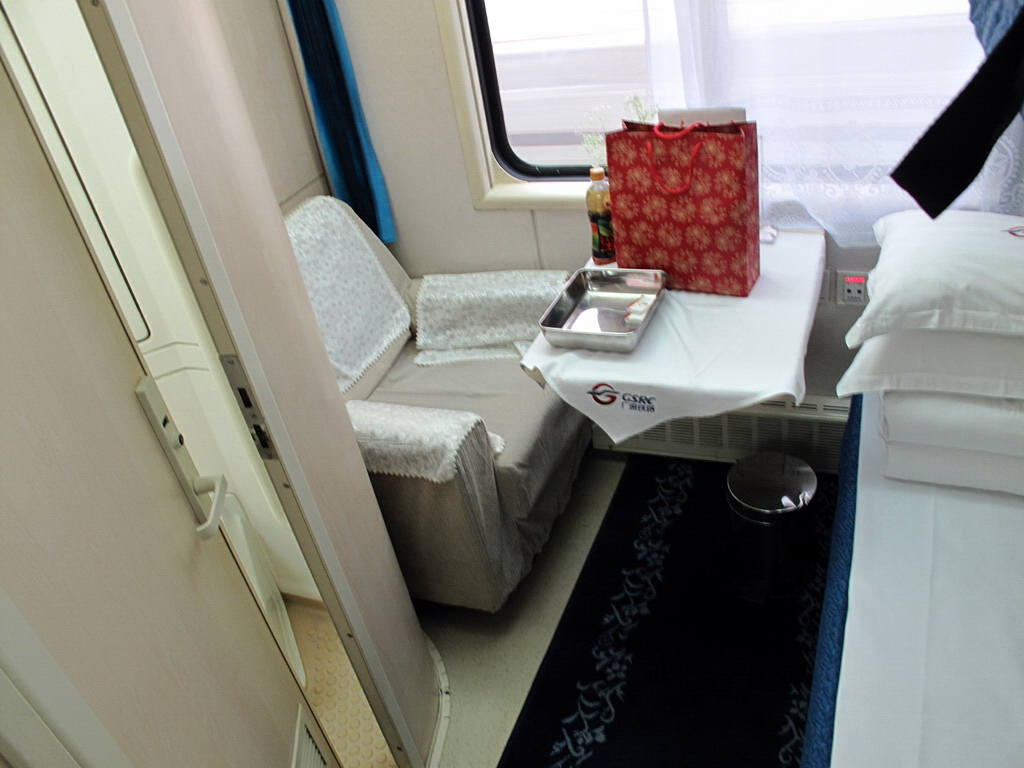
RW19T型高级软卧车包厢内部
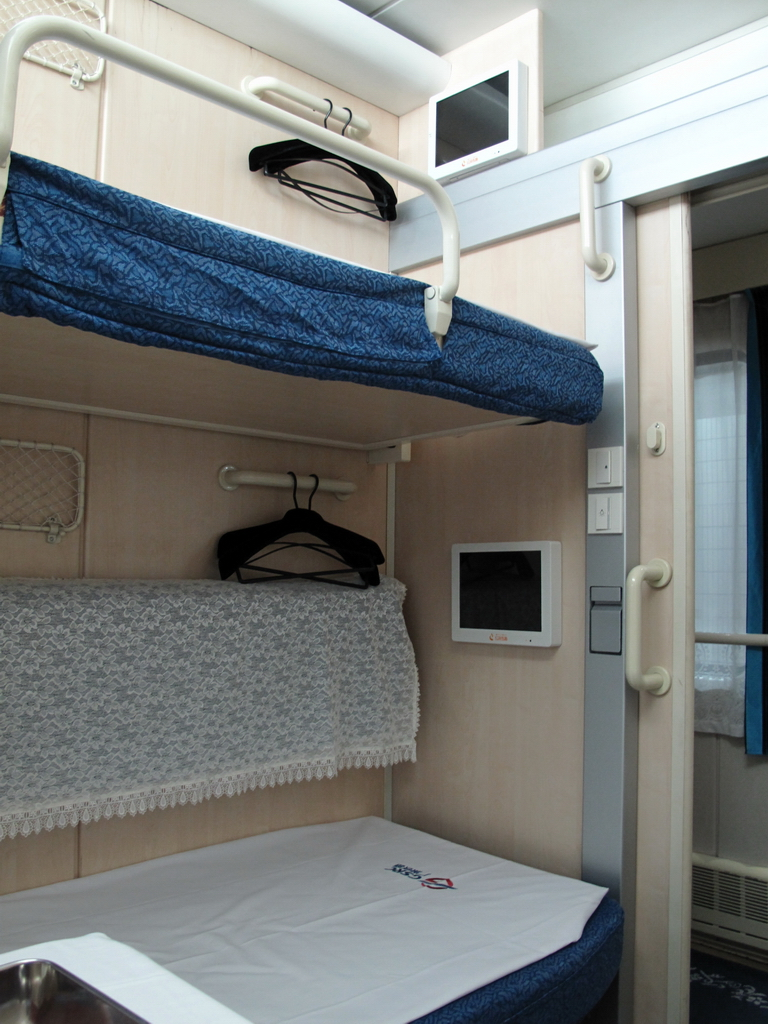
RW19T型高级软卧车包厢内部
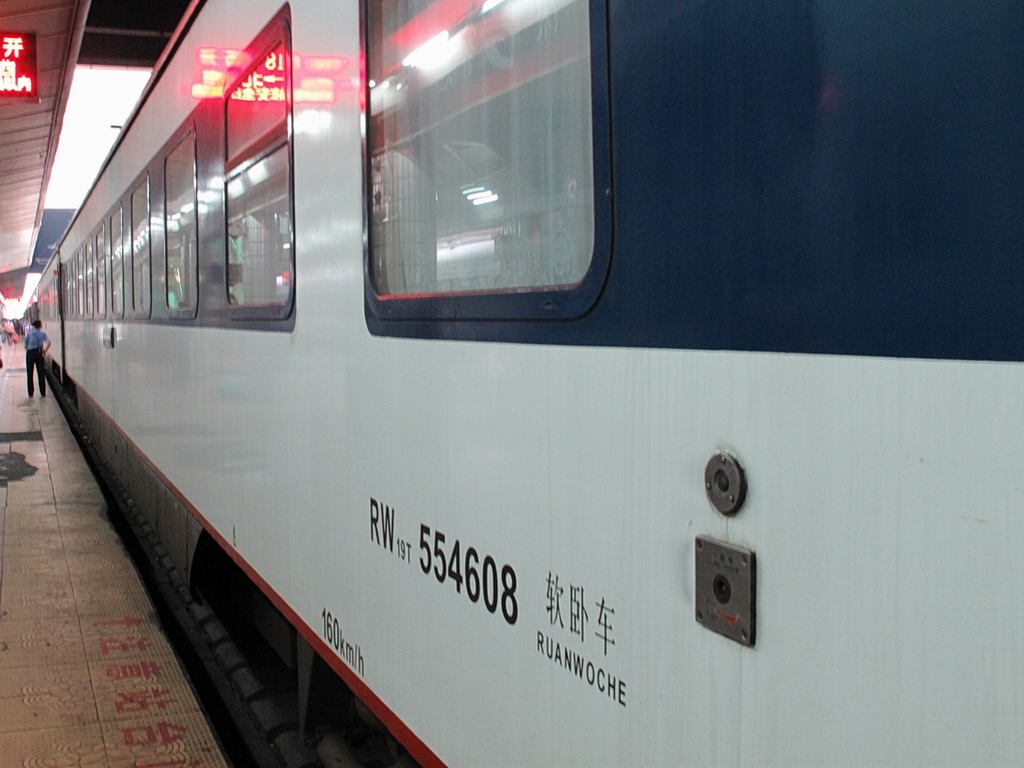
RW19T型高级软卧车车身标记

## CRH1E

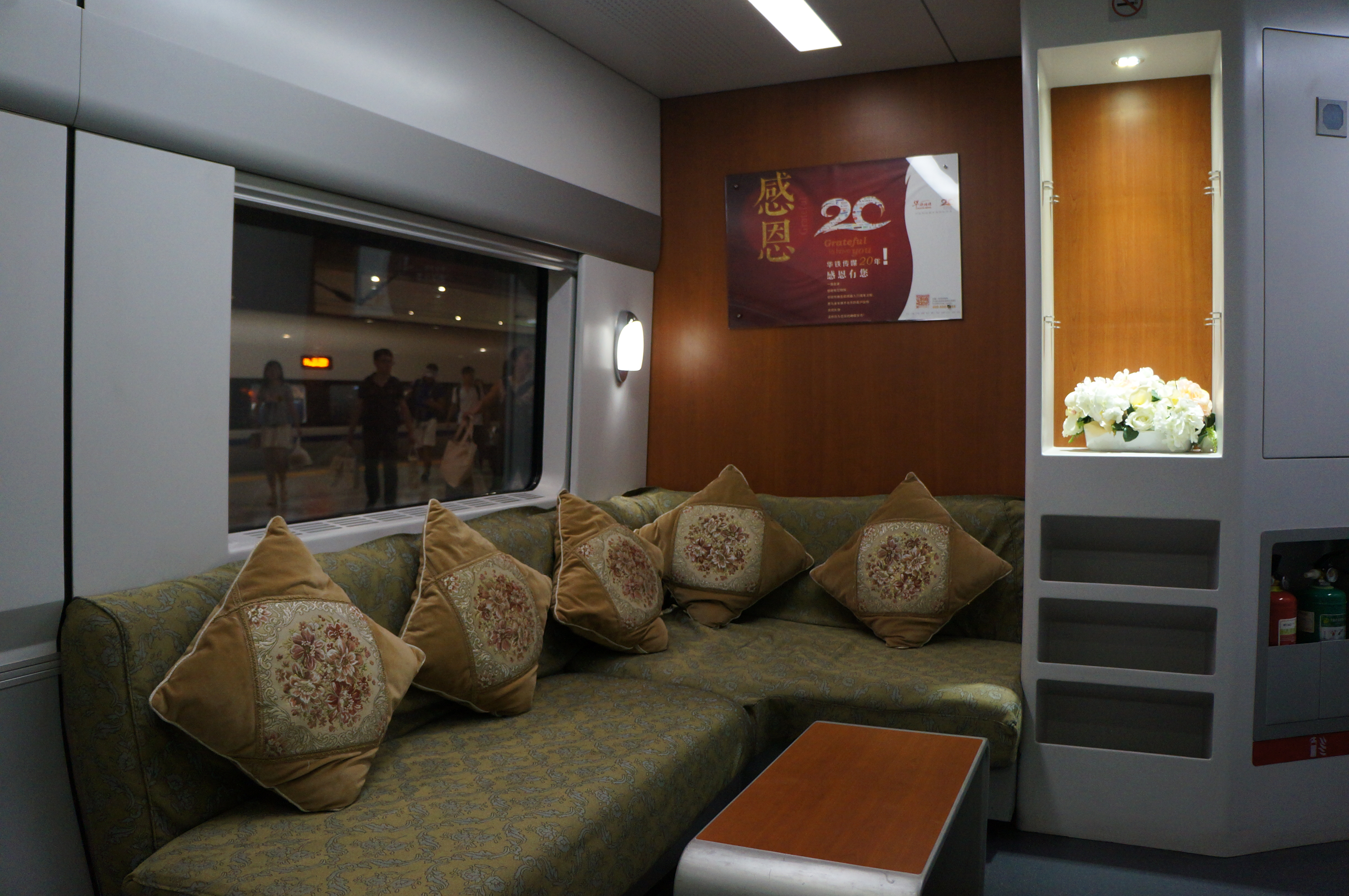
头批CRH1E高级软卧车的公共空间
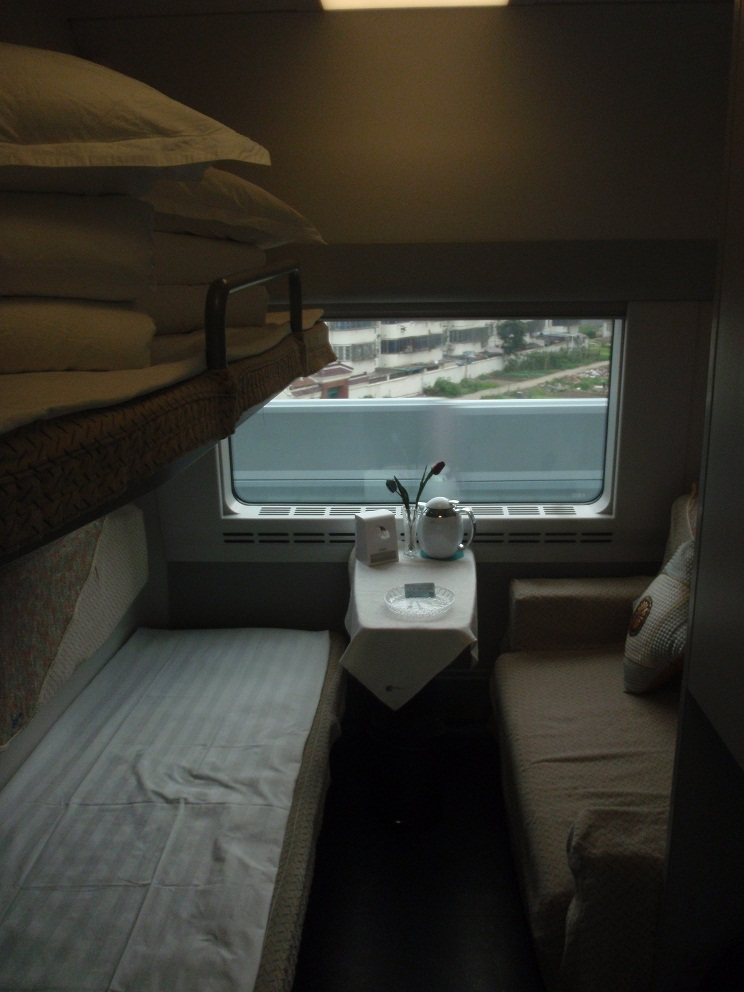
CRH1E高级软卧车包厢内部

## 外部連結
- 京沪动卧列车高级软卧2330元遇冷 明年1月将取消（页面存档备份，存于）